# Kreuzstein (Bayreuth)

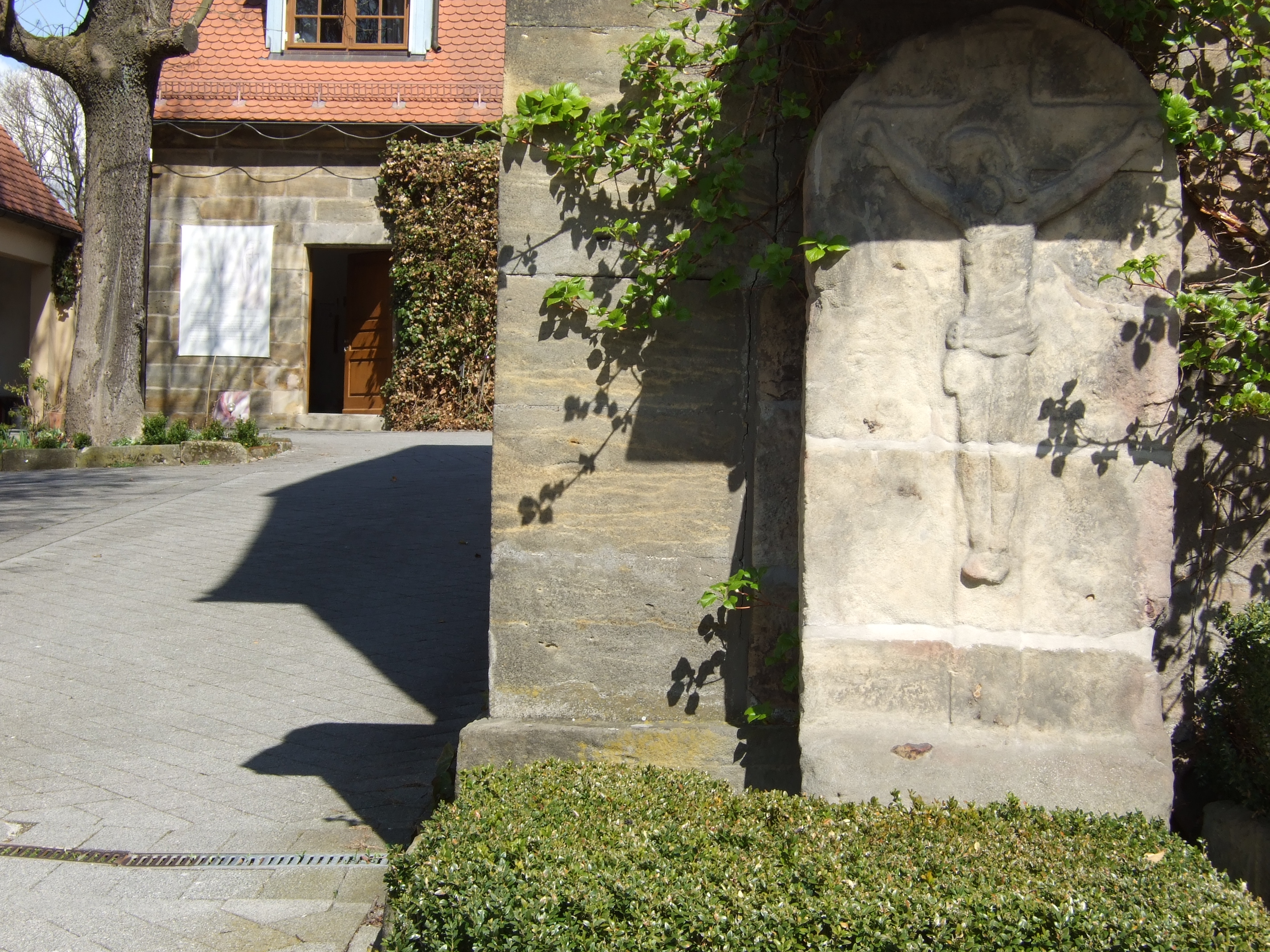
Der namensgebende Kreuzstein am Anwesen Nürnberger Straße 5

Kreuzstein ist ein Stadtteil der kreisfreien Stadt Bayreuth in Oberfranken. Kreuzstein liegt in der Gemarkung Bayreuth.

## Name

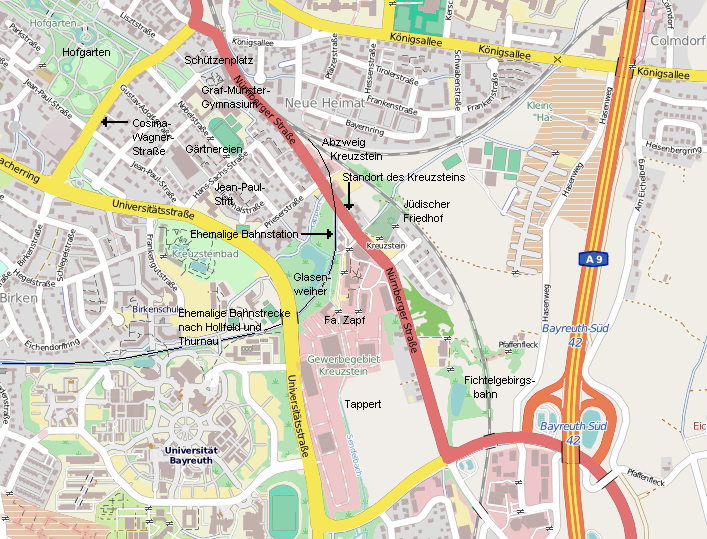
Plan des Ortsteils

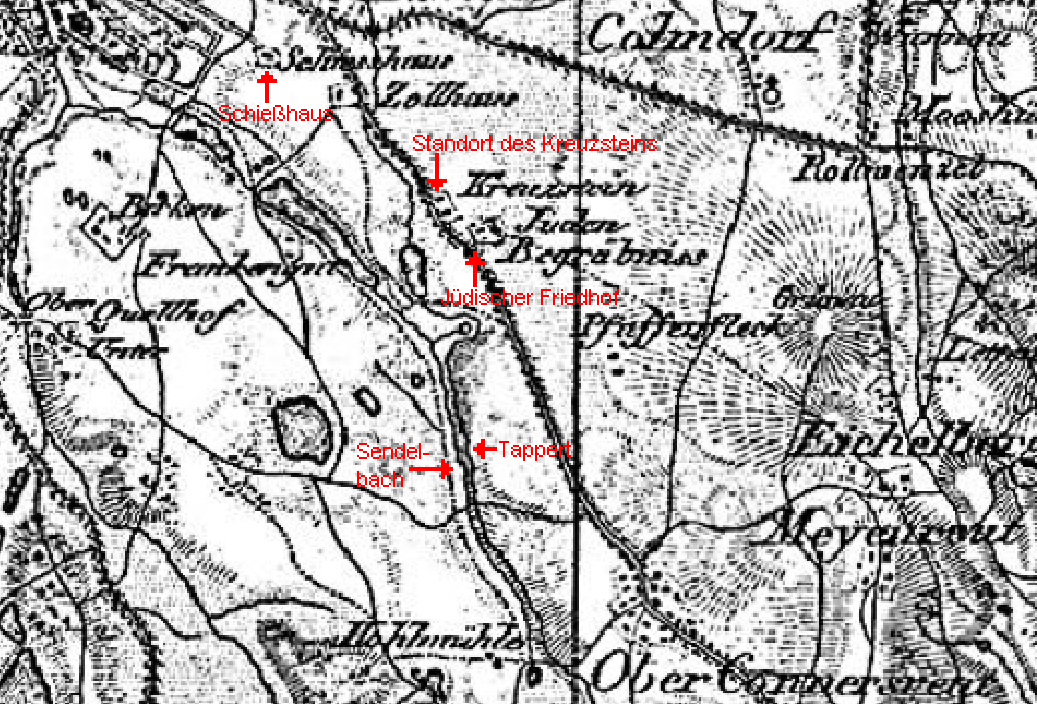
Karte von vor 1864

Der Name des Stadtteils lässt sich auf den am Haus Nürnberger Straße 5 befindlichen Kreuzstein aus dem 16. Jahrhundert zurückführen. Er wurde als Sühnezeichen und Gedächtnisstein zum Gedenken an einen Ermordeten am Tatort gesetzt, der allerdings stadtnäher an der Creußener Fuhre, der jetzigen Nürnberger Straße, lag. Der Bayreuther Bürgersohn „Kunzen Vogel“ erstach dort 1583 den Weißgerber Jakob Dülp, der Täter „entlief“ und wurde nie gefasst. 1761 wurde der Kreuzstein an seinen heutigen Standort umgesetzt.

## Lage
Der Stadtteil wird vom Wohngebiet östlich der Cosima-Wagner-Straße, von der Fichtelgebirgsbahn, vom Stadtteil Oberkonnersreuth und vom Campus der Universität eingerahmt. Die Badeanstalt Kreuzsteinbad befindet sich bereits am östlichen Rand des Stadtteils Birken.

## Geschichte und Beschreibung

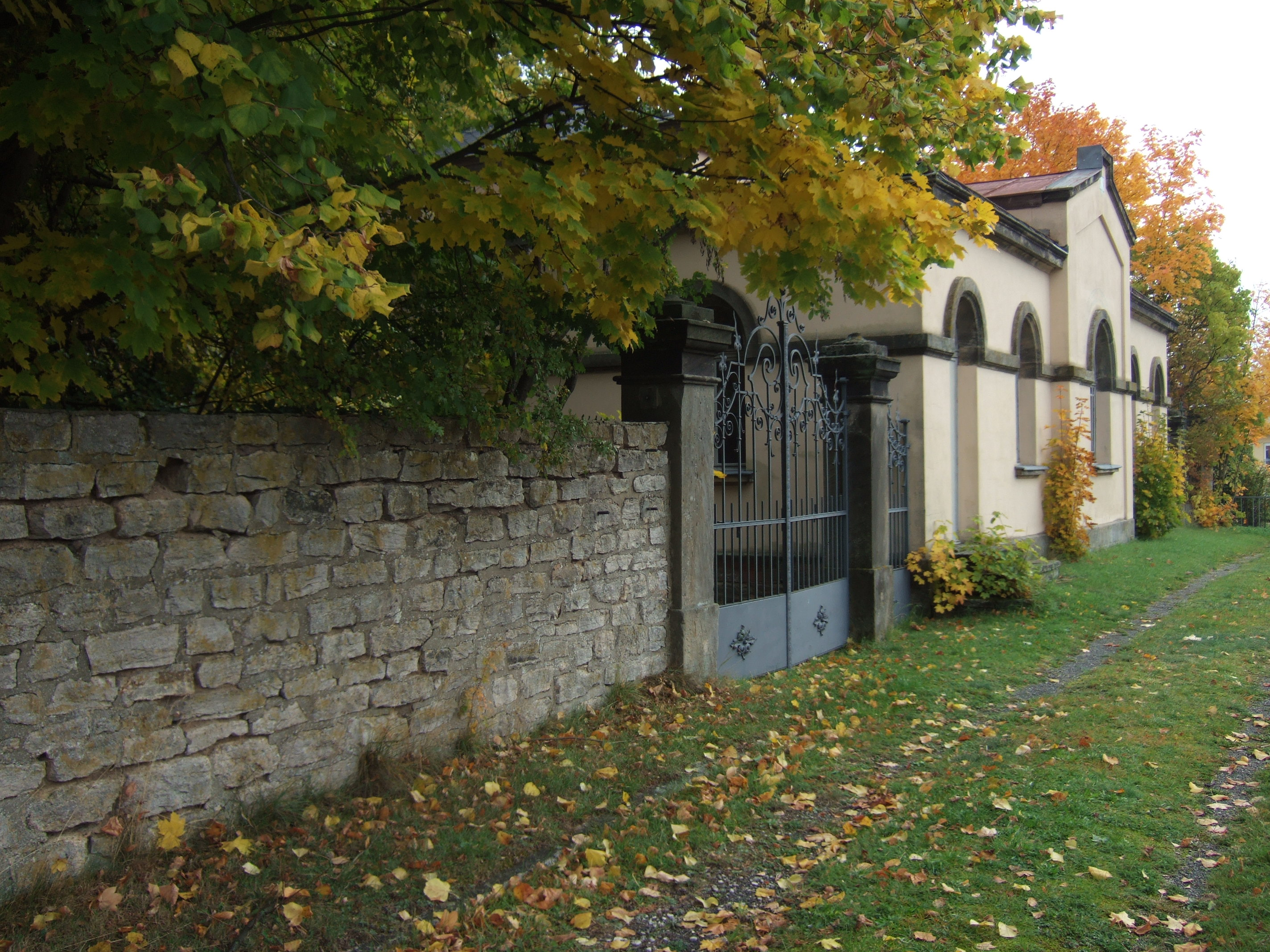
Tor und Taharahaus am Jüdischen Friedhof

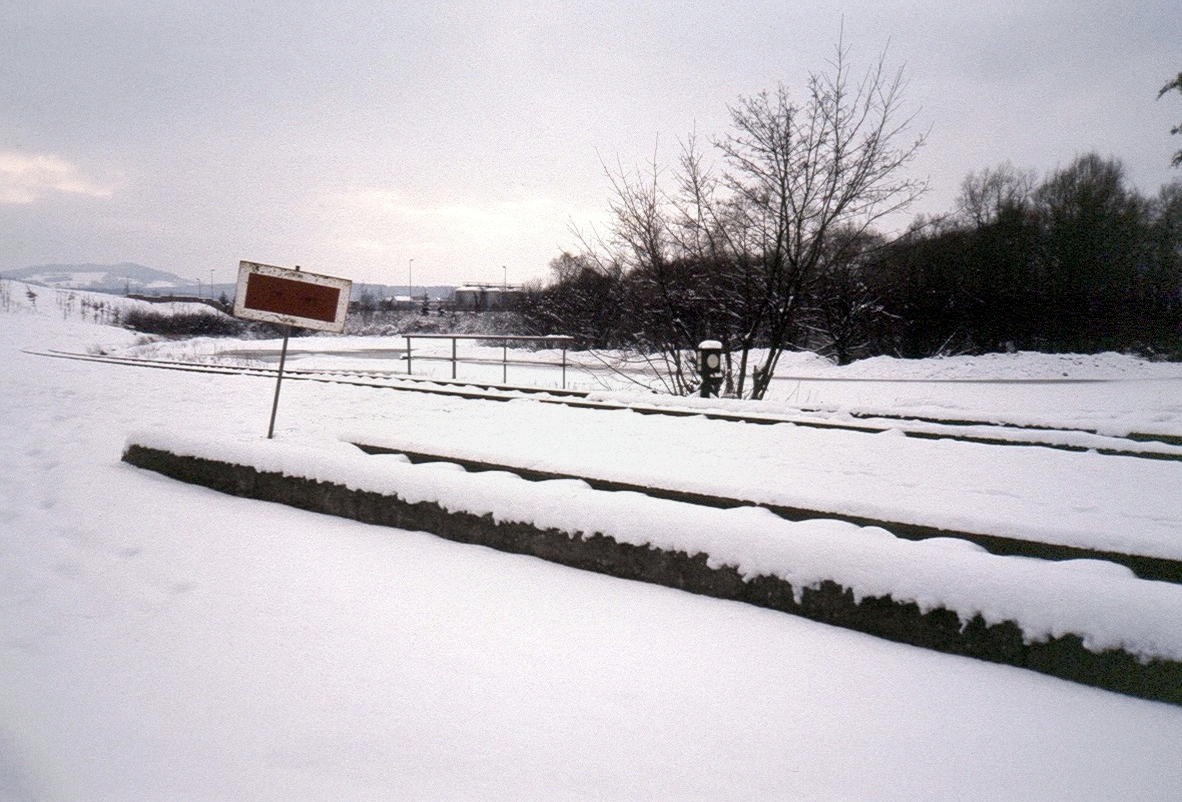
Reste der Bahnstation, Glasenweiher und Sophienberg, 1986

Das Haus Nürnberger Straße 5, an dessen nordwestlichem Eck der Kreuzstein steht, gehörte früher als Anwesen Nr. 13 zur Gemeinde Oberkonnersreuth. Zusammen mit dem Anwesen Oberkonnersreuth 14 bildete es die Keimzelle des Ortsteils.
Nennenswerte natürliche Gewässer gibt es nicht. Der Glasen- oder Kreuzsteinweiher ist ein Teich, der vom künstlich angelegten Kanalsystem des Tappert gespeist wird.
Hauptachse ist die Nürnberger Straße, die den Ortsteil in seiner ganzen Länge durchzieht. 1877 wurde die Bahnstrecke Nürnberg–Bayreuth als Fichtelgebirgsbahn eröffnet, die ihn nach Nordosten hin begrenzt. Eine Bahnstation erhielt der Ortsteil aber erst an der 1904 fertiggestellten Nebenbahn nach Hollfeld, die sich am neu geschaffenen Abzweig Kreuzstein von der Hauptbahn trennte. Die Station unmittelbar südlich der Kreuzung mit der Nürnberger Straße war zunächst nur „Halteplatz“, wurde aber später infolge der Erweiterung der Gleisanlagen zum Bahnhof Kreuzstein aufgewertet. Dort siedelten sich verschiedene Gewerbebetriebe an, die einen Gleisanschluss erhielten, unter anderem ein Tanklager und ein Schrottplatz. Bedeutung hatte die Station vor allem für die auswärtigen Schüler der nahegelegenen Oberrealschule, des heutigen Graf-Münster-Gymnasiums.
Auf dem gegenüberliegenden Jüdischen Friedhof befinden sich ungefähr 1000 Gräber. Das erste Begräbnis fand 1786 statt, die offizielle Einweihung erfolgte im Jahr 1787. Wegen seiner Lage unweit des Kreuzsteins wurde er als „Begräbnisstätte oberhalb des Kreuzsteins“ bezeichnet. Das Ende des 19. Jahrhunderts errichtete Friedhofsgebäude mit dem Taharahaus wurde Ende des 20. Jahrhunderts restauriert. Eine Schändung der Anlage in der Zeit des Nationalsozialismus blieb weitgehend aus.
Die Bahn nach Hollfeld wurde 1998 endgültig stillgelegt, nachdem der Personenverkehr bereits 1974 eingestellt worden war; die Gleise wurden abgebaut. Auf der Trasse wurde ein Fuß- und Radweg angelegt. Schon vorher hatte sich auf dem Gewerbegelände eine Baumaterialienhandlung niedergelassen, die, zum Baugeschäft ausgebaut, Fertigteilgaragen im großen Stil produzierte.
Bis Ende des 20. Jahrhunderts existierte nur eine spärliche Wohnbebauung an der südlichen Nürnberger Straße. Mittlerweile ist ein Teil des einstigen Bahnhofsgeländes bebaut, südlich des jüdischen Friedhofs entsteht ein neues Wohngebiet.

## Gebiet zwischen Cosima-Wagner-Straße, Nürnberger Straße, Prieserstraße und dem Stadtteil Birken
Der westliche Teil dieses Bereichs hat keinen eigenen Namen und wird in diesem Artikel mitbehandelt. Der Hang nördlich des Schützenplatzes und die Bebauung an der beginnenden Nürnberger Straße ließen sich auch dem Ortsteil Dürschnitz zuordnen. Bis um das Jahr 1900 wurde das Gebiet zwischen dem Hofgarten und der späteren Bahnstrecke nach Hollfeld fast ausschließlich landwirtschaftlich und gärtnerisch genutzt. An der stadtnahen Seite liegt mit dem Schützenplatz (damals Schützenwiese) ein Gelände, auf dem sich seit 1746 der Schießplatz der Bayreuther Schützengilde befand. 1851 errichtete sie dort ihr „Schießhaus an der Dürschnitz“, das nach der Einweihung einer neuen Schießanlage in der Saas 1905 wieder abgebrochen wurde. Das alljährlich stattfindende, mehrtägige Schützenfest hatte den Charakter eines Volksfests, mit Bratwurstständen, Drehorgeln, Karussells und gelegentlich einem Zirkus. 1894 wurde es erstmals mit elektrischer Beleuchtung gefeiert.
1871 hatte Richard Wagner den Platz für den Bau seines Festspielhauses in Erwägung gezogen. 1910 wurde auf dem freigewordenen Gelände die Königliche Kreisoberrealschule für Oberfranken (heute Graf-Münster-Gymnasium) eingeweiht. Zwischen 1901 und 1964 befand sich auf dem Gelände des Sportplatzes des Gymnasiums die Bayreuther Stadtgärtnerei. 1958 wurde das ehemalige Ehrenmal für die Gefallenen des Königlich-Bayerischen 7. Infanterieregiments vom Kasernenviertel an seinen heutigen Standort auf dem Schützenplatz versetzt. Als Mahnmal ist es am Volkstrauertag zentraler Gedenkort und schließt auch gefallene Soldaten der Wehrmacht und der Bundeswehr ein. (→ siehe Kasernenviertel (Bayreuth)#Ehrenmal für die Gefallenen des Königlich-Bayerischen 7. Infanterieregiments)
Die Wohnbebauung erfolgte weitgehend nach der Jahrhundertwende, zunächst an unterschiedlichen Stellen wie der Cosima-Wagner-Straße, dem Schützenplatz und der Nürnberger Straße. Eine konzentriertere Bebauung fand erst ab 1930 statt. Lediglich vereinzelt gab es bereits vorher Wohnhäuser, so an der Schrollengasse (der heutigen Jean-Paul-Straße) ein Anwesen, das der Jean-Paul-Verein 1851 für die Einrichtung eines Kinderheims erwerben konnte. Das spätere Lehrlings- und Schülerheim Jean-Paul-Stift verfügte im Jahr 1974 über 150 Heimplätze. Heute beherbergt die Anlage zudem u. a. eine heilpädagogische Tagesstätte für Kinder von sechs bis vierzehn Jahren.
Das Seniorenstift am Glasenweiher wurde 1992 eingeweiht, Träger ist ebenfalls der Jean-Paul-Verein unter dem Dach der Evangelisch-Lutherischen Kirche. Am östlichen Ende der Lisztstraße befindet sich das Hospitalstift mit einem umfassenden Pflegeangebot.

## Verwaltung
Gegen Ende des 18. Jahrhunderts bestand Kreuzstein aus zwei Anwesen (1 Wirtshaus mit Backfeuerrecht, 1 Haus). Die Hochgerichtsbarkeit stand dem bayreuthischen Stadtvogteiamt Bayreuth zu. Die Grundherrschaft über die Anwesen hatte das Amt St. Johannis.
Von 1797 bis 1810 unterstand der Ort dem Justiz- und Kammeramt Bayreuth. Mit dem Gemeindeedikt wurde Kreuzstein dem 1812 gebildeten Steuerdistrikt Oberkonnersreuth und der zugleich gebildeten Ruralgemeinde Oberkonnersreuth zugewiesen. Am 1. April 1939 wurde Kreuzstein nach Bayreuth eingemeindet.

## Einwohnerentwicklung
| Jahr      | 001819 | 001822 | 001861 | 001871 | 001885 | 001900 | 001925 | 001950 | 001961 | 001970 | 001987 |
| Einwohner | 24     | 18     | 20     | 20     | 25     | 39     | 47     | *      | *      | 3      | *      |
| Häuser    |        | 2      |        |        | 3      | 4      | 5      | *      | *      |        | *      |
| Quelle    | [ 21 ] | [ 22 ] | [ 23 ] | [ 24 ] | [ 25 ] | [ 26 ] | [ 27 ] | [ 28 ] | [ 29 ] | [ 30 ] | [ 31 ] |

## Religion
Kreuzstein ist evangelisch-lutherisch geprägt und war ursprünglich nach Heilig Dreifaltigkeit (Bayreuth) gepfarrt.

## Handel, Gewerbe und Industrie
Bedeutendster Industriebetrieb ist die seit 1930 dort ansässige Firma Zapf, ein Unternehmen der Beton- und Fertigteilindustrie mit Schwerpunkt vorgefertigte Serienbauteile. Unter dem Namen Zapf-Beton erlangte sie ab 1961 mit Fertigteilgaragen überregionale Bedeutung.
An der Eckenerstraße existiert im innerstädtischen Bereich seit 1929 eine Gärtnerei mit einer Fläche von 8400 m², davon rund 5000 m² unter Glas. Entlang der Nürnberger Straße befinden sich Tankstellen, eine Autowerkstatt und mehrere Einzelhandelsbetriebe.

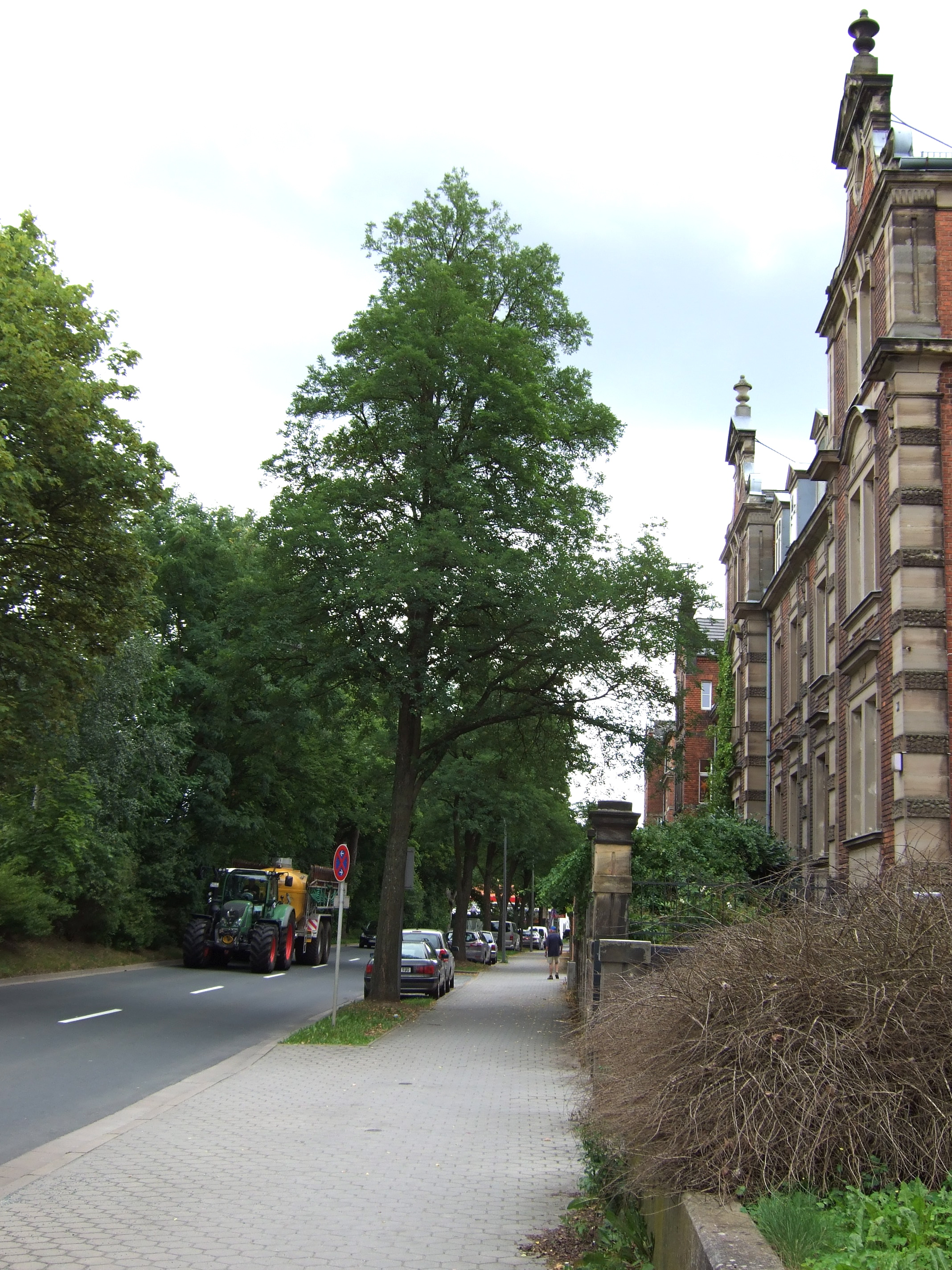
Nordwestliche Nürnberger Straße
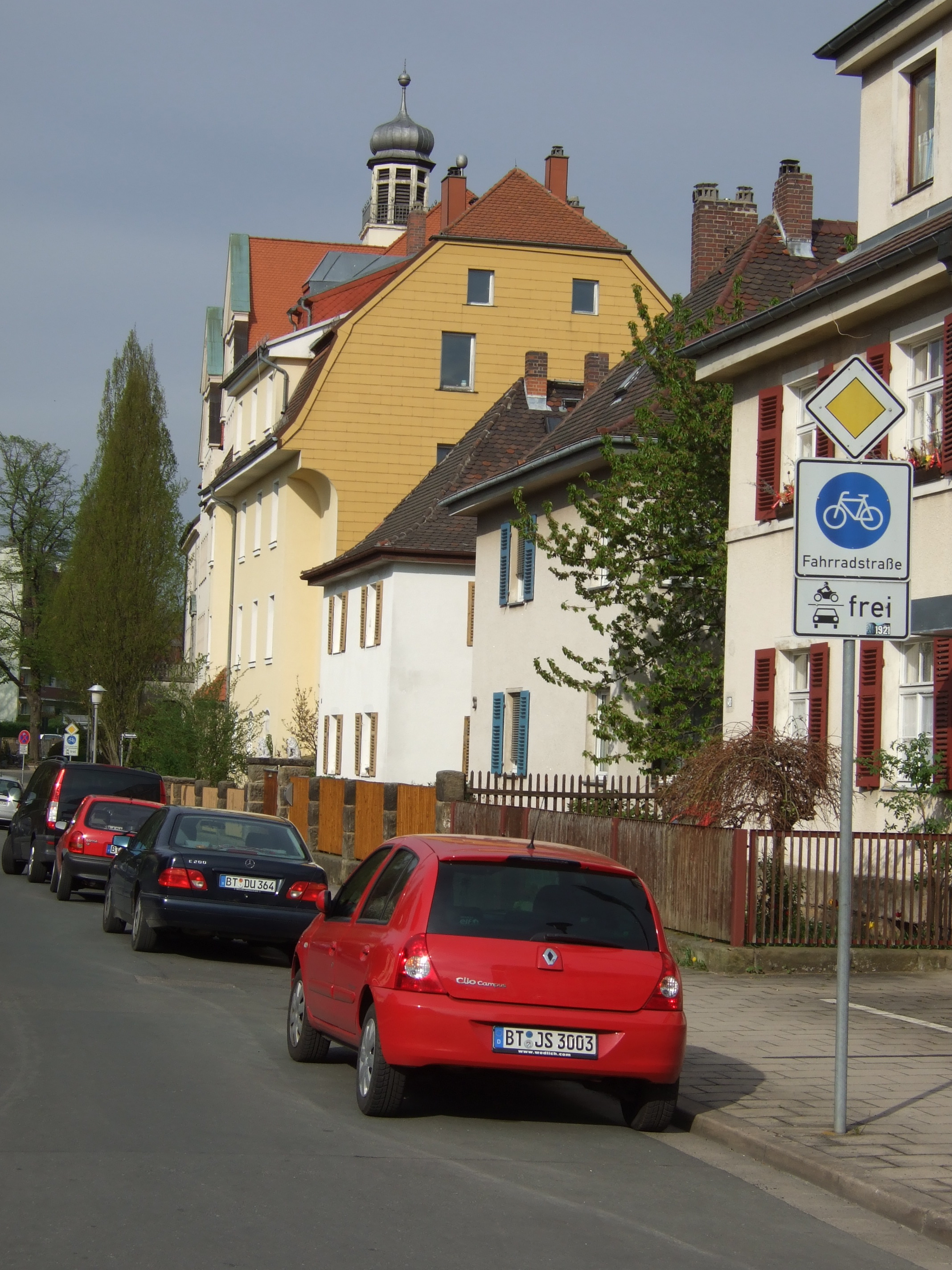
Zeppelinstraße mit Dachreiter des Graf-Münster-Gymnasiums
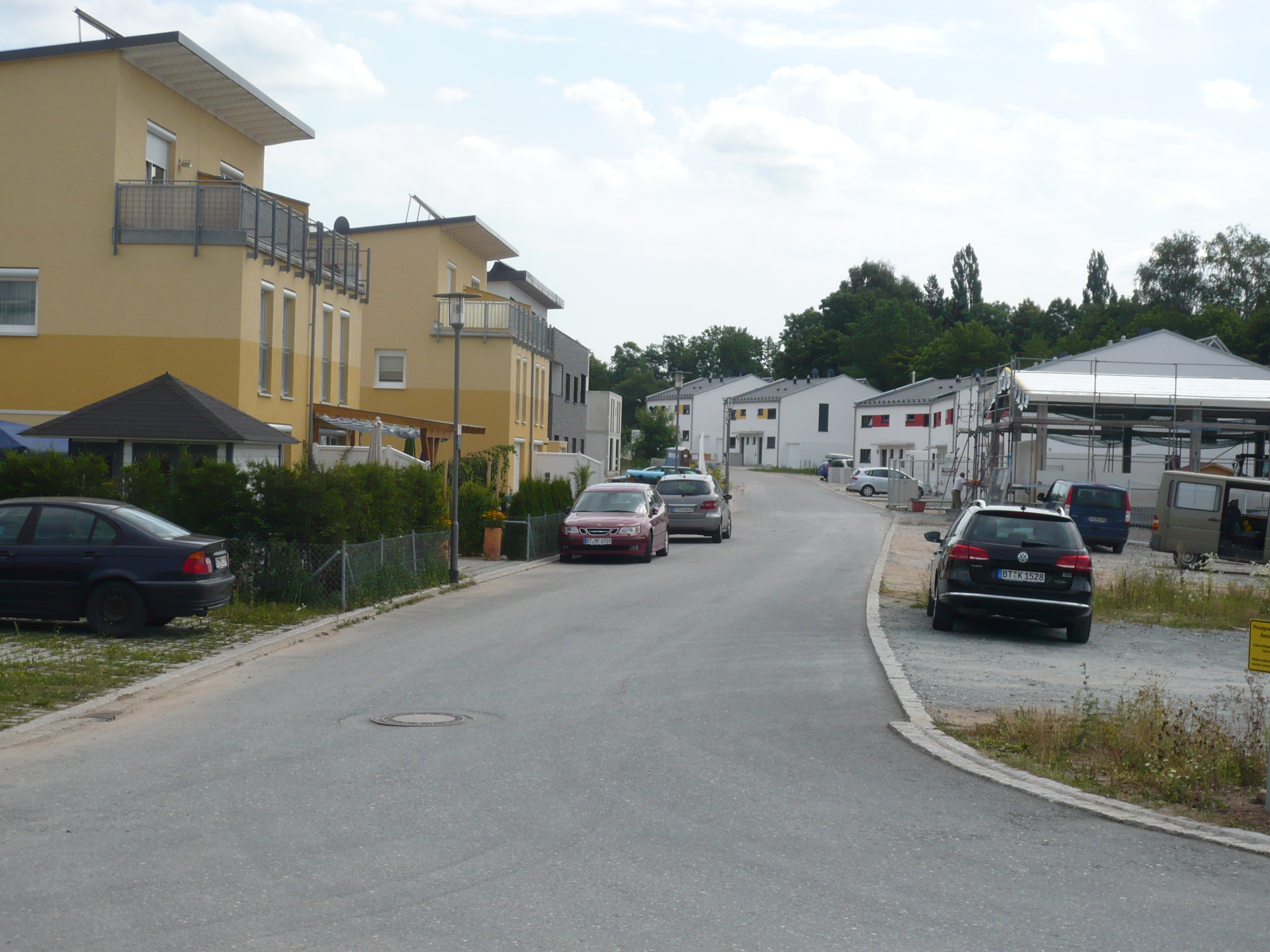
Neubauten an der Max-von-der-Grün-Straße
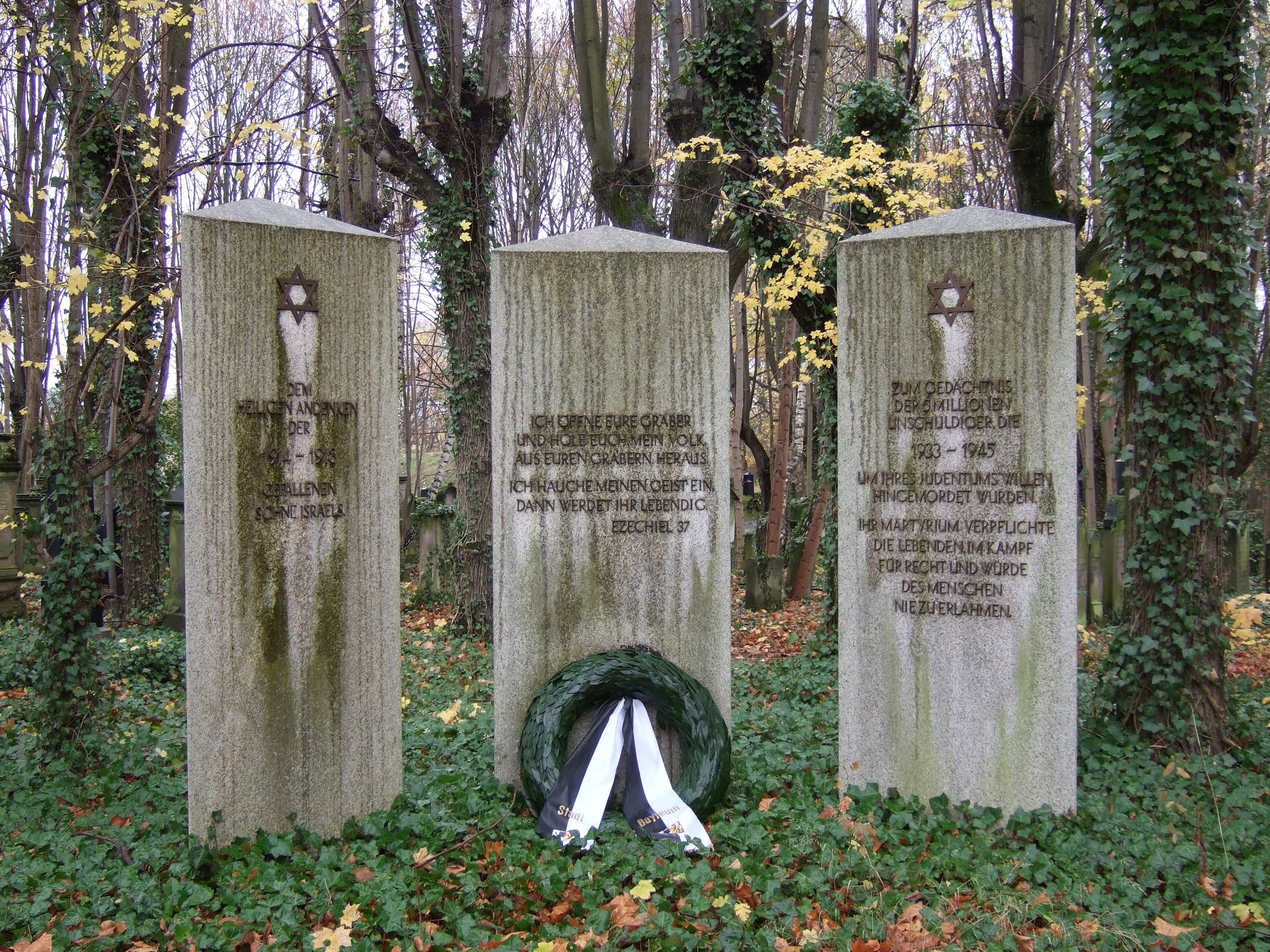
Mahnmal auf dem Jüdischen Friedhof

## Sonstiges
Bundesweites Aufsehen erregte 1980 die Absicht des Oberbürgermeisters Hans Walter Wild, einen Baum fällen zu lassen, an den wenig vorher ein Mörder sein Opfer gefesselt hatte. An der Eiche in einem Wäldchen unmittelbar nördlich der Unterführung der Bahnstrecke nach Nürnberg hatte ein 18-jähriger Bayreuther Anfang August jenes Jahres eine 19 Jahre alte Gymnasiastin aus München erstochen.